# Humboldtschule
Pour les articles homonymes, voir Humboldt.
La Humboldtschule (en français : École Humboldt ; souvent abrégé HUS) est l'un des deux Gymnasium de Bad Homburg vor der Höhe dans la Hesse en Allemagne, le second étant le lycée Impératrice-Frédéric. L'établissement porte le nom d'Alexander (1769–1859) et Wilhelm von Humboldt (1767–1835). Depuis novembre 2000, l'établissement est une école projet de l'UNESCO (UNESCO-Projektschule). Aujourd'hui, il compte environ 1 700 élèves.

## Histoire

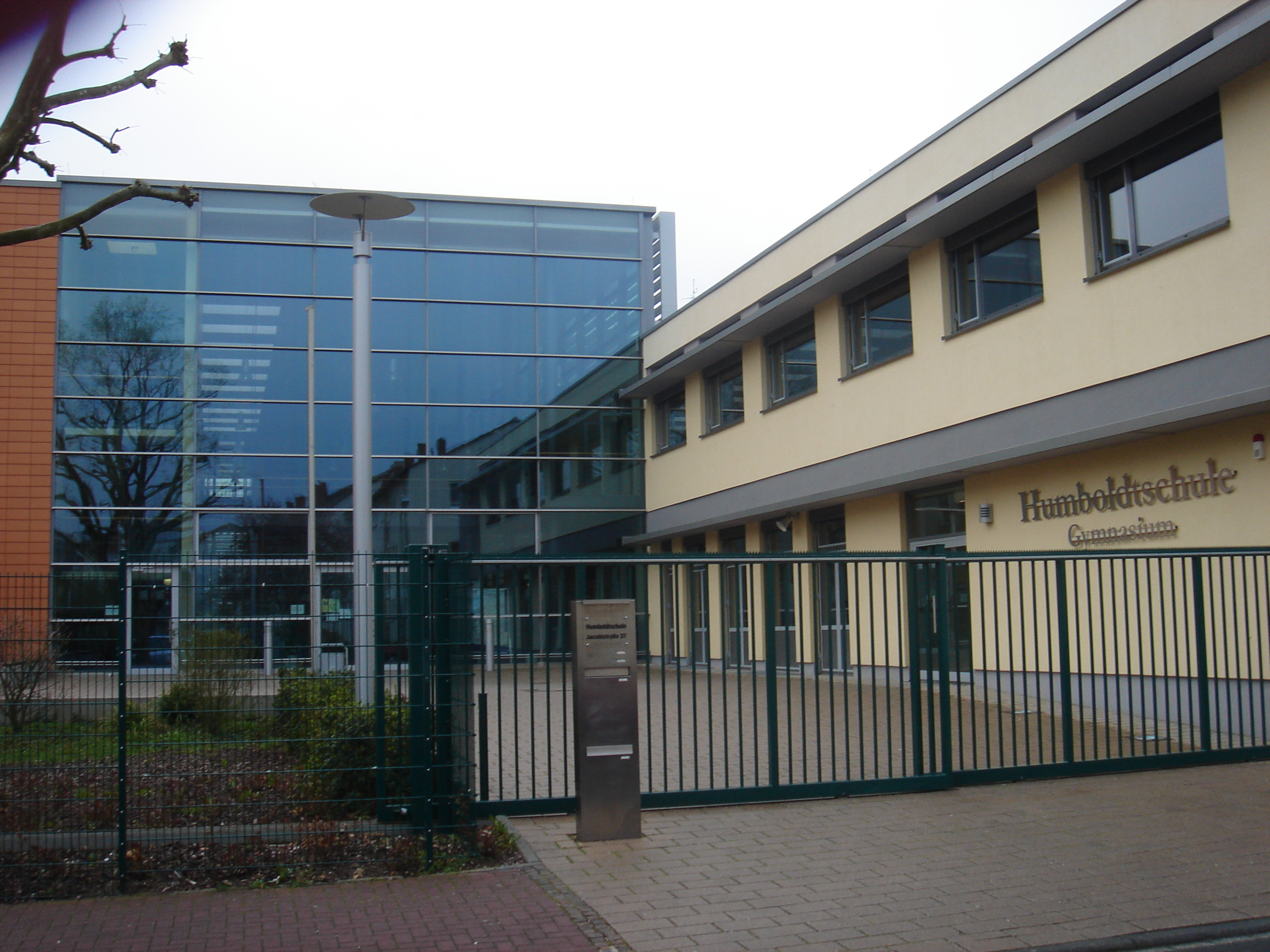
L'entrée de l'établissement

Les origines de l'établissement remontent à 1900. Le lycée d'aujourd'hui est en effet le successeur de la Städtische Höhere Mädchenschule, le lycée pour filles de la municipalité fondé cette année-là. L'école déménage rue Jacobi (Jacobistraße) en 1962. Les garçons y sont admis à partir de 1967 et cette mixité engendre en 1968 le changement de nom de l'établissement, qui devient dès lors la Humboldtschule. Les classes et le bâtiment de l'administration sont amplement rénovés et modernisés fin 2005. Une petite salle de restauration scolaire, de 120 places, est alors créée. Le raccourcissement de la durée de la scolarité au lycée de neuf à huit années scolaires y a été appliqué à partir de l'année scolaire 2005/2006, ce qui a réduit d'un an le nombre total d'années d'études nécessaires pour l'obtention de l'Abitur (douze ans au lieu de treize précédemment).

## Particularités
Des cours bilingues sont proposés aux élèves qui peuvent choisir le français comme première langue étrangère. L'établissement propose également une médiathèque très complète, ouverte à l'automne 2004, issue des anciennes bibliothèques de l'école.

## Autres
- La Humboldtschule s'est engagée dans un partenariat avec la Mwanga Secondary School en Tanzanie, Afrique, depuis 1996,
- Peter Kloeppel (né en 1958), journaliste et rédacteur en chef de RTL Television (Allemagne) est un ancien élève de l'école.